# 百間樓社區
百間樓社區隸屬於浙江省湖州市南潯鎮，地處南潯鎮東北部，管轄地域北起長湖申航道，南至便民路，西自寶善街、絲行埭起，東至分水墩，東西市河穿境而過，轄區面積約0.6平方公裏。社區內以清末民初民居建築居多，著名旅遊景點百間樓、張靜江故居、東大街古建築群、古絲綢交易集市——絲行埭均座落在社區之中。社區居委會下設68個居民小組，共有常住居民2459戶，總人口5935人，60周歲以上老年人有1370人，占總人口數的22.02%。社區居委會位於南潯鎮下塘東街28號。

## 外部連結
- 湖州市南潯鎮百間樓